# Das war dann mal weg
Das war dann mal weg ist eine im Auftrag des ZDF von werwiewas medienproduktion produzierte Sendereihe. In jeweils 45-minütigen Dokumentationen werden Produkte und Phänomene besprochen, die aus dem Alltag verschwunden sind. Bisher wurden eine Pilotfolge und 23 reguläre Folgen ausgestrahlt. Zusätzlich existieren mittlerweile zwei Greatest-Hits-Episoden. Die Serie wird vom Programm ZDFinfo gesendet und dort in unregelmäßigen Abständen wiederholt. Gelegentlich erfolgt eine Ausstrahlung auch auf ZDF und Phoenix. Durch die Sendungen führt die Sprecherin Nina West.

## Inhalt
In jeder Folge werden fünf bis sechs Produkte oder Phänomene beschrieben, die in der zweiten Hälfte des 20. Jahrhunderts – in neueren Folgen auch später – den Alltag der Menschen in Deutschland geprägt haben, inzwischen aber weitgehend verschwunden sind, durch modernere Produkte ersetzt oder in ein Nischendasein verdrängt wurden.

## Gestaltung
Die einzelnen Beiträge bestehen aus Zusammenschnitten von zeitgenössischen Fernsehbeiträgen (u. a. Werbung, Dokumentationen, Magazinsendungen, Nachrichten) sowie Erläuterungen durch Experten zum jeweiligen Gegenstand. Außerdem stellen Prominente ihre Erinnerungen an das Thema vor und etwa zehnjährige Kinder versuchen, dem Sinn der ihnen weitgehend unbekannten Gegenstände auf den Grund zu gehen.
Die Sendungen beginnen oft mit dem Satz „Nichts ist so alt wie die Zukunft von gestern. Damals genial – heute weg“.

### Beteiligte Prominente
Im Verlaufe der Beiträge treten unter anderem folgende Prominente auf und erinnern sich an die besprochenen Produkte:
- Sven Deutschmanek
- Heike Drechsler
- Gundula Gause
- Jessica Ginkel
- Rhea Harder-Vennewald
- Florian Martens
- Katty Salié
- Anneke Kim Sarnau
- Babette von Kienlin
- Cherno Jobatey
- Michael Kessler
- Claus Kleber
- Sebastian Lege
- Harald Lesch

## Übersicht der Folgen
| Staffel | Folge      | Erstsendung        | Titel                                         | Themen und Produkte |
| ------- | ---------- | ------------------ | --------------------------------------------- | --- |
| 0       | Pilotfolge | 11. September 2016 | Das war dann mal weg                          | Telefonzelle, Telegramm / Fernschreiber, Langspielplatte, Musikkassette / Walkman, Röhrenfernseher, Bildschirmtext                                                                                       |
| 1       | 01         | 7. Oktober 2017    | Alltag                                        | Versandhauskataloge, Schreibmaschine, Prilblume, Kohleheizung, Paternosteraufzug, Teppichklopfer |
| 1       | 02         | 7. Oktober 2017    | Auf Achse                                     | Parkuhr, Stadtplan / Landkarte, Super-8-Film, Rauchen in der Öffentlichkeit, Nachtzug |
| 1       | 03         | 7. Oktober 2017    | Freizeit                                      | Aerobic, Briefmarkensammeln, Polaroid, Blitzlicht-Würfel, Rollschuhe |
| 2       | 04         | 28. März 2018      | Badekappe, Backenbart & Co.                   | Badekappe, Backenbart, magnetischer Seifenhalter, Badezimmerschrank „allibert“, schwebende Trockenhaube                                                                                                  |
| 2       | 05         | 28. März 2018      | Henkelmann, Hawaii-Toast & Co.                | Toast Hawaii, Kittelschürze, Henkelmann, Multifunktionstisch, Handkuss |
| 3       | 06         | 25. Dezember 2018  | Modellbahn, Tamagotchi & Co.                  | Modelleisenbahn, Bonanzarad, Yps, Tamagotchi, Dia-Rollfilm (Microlux) |
| 3       | 07         | 25. Dezember 2018  | Testbild, Sendeschluss & Co.                  | Testbild, Videotext für alle, Programmsprecher, TED, Sendeschluss, Störungs-Tafel |
| 4       | 08         | 4. August 2019     | Westpaket, Intershop & Kaderakte              | Bückware, Intershop, Kunstblumen, Kaderakte, Bundeshauptstadt Bonn, Westpaket, mehrere Kurzbeiträge |
| 4       | 09         | 4. August 2019     | Ostmark, Westsandmann & Transitstrecke        | Ostmark, DDR-Nationalhymne, Transitstrecken, Zonenrandförderung, DSG, Westsandmann, mehrere Kurzbeiträge                                                                                                 |
| 4       | 10         | 8. September 2019  | Verschwundene Berufe                          | Blaudrucker, Ritzenschieber, Zapfensteiger, Ameisler, Abschnittsbevollmächtigter |
| 5       | 11         | 9. Mai 2020        | Wackeldackel, Fuchsschwanz & Co.              | Antistatikband am Auto, verbleites Benzin, Quick-out-Autoradio, Fuchsschwanz, Wackeldackel, Klopapierhut, heimische Autowäsche                                                                           |
| 5       | 12         | 9. Mai 2020        | Lipsi, Partykeller & Co.                      | Partykeller, Mettigel und weitere Partygerichte, Lichtorgel, Lipsi, Kegelclub |
| 6       | 13         | 14. August 2021    | Arschgeweih, Jesuslatschen & Co.              | Nyltest-Hemd, Arschgeweih, Jesuslatschen, Sonnenstudio, gesundheitlich bedenkliche Kleidungsstücke (Vatermörder, Musselinkleid, Korsett, Plateauschuh)                                                   |
| 6       | 14         | 14. August 2021    | Poesiealbum, Rechenschieber & Co              | Poesiealbum, Rechenschieber, Schulalltag (Spucknapf, Federkiel, Tintenfass, Füllfederhalter, Matrizendrucker, Kreidetafel, Overheadprojektor, Prügelstrafe), DDR-Schule (Fahnenappell, Pioniere, ESP/PA) |
| 6       | 15         | 14. August 2021    | Butterfahrt, Dübener Ei & Co.                 | Butterfahrt, Dübener Ei, Umkleideumhang, frühe Lichtschutzmittel, FDGB-Feriendienst |
| 7       | 16         | 6. Juni 2022       | Lavalampe, HiFi-Anlage & Co                   | Lavalampe, HiFi-Anlage, Messerbänkchen und andere Tischutensilien, Herrenzimmer und dessen Ausstattung, Englischer Rasen                                                                                 |
| 7       | 17         | 6. Juni 2022       | Trimm-Dich-Pfad, Schweißband & Co             | Trimm-dich-Pfad und -kampagne, Schweißband, GST, Damensattel, frühere olympische Sportarten (u. a. Tauziehen)                                                                                            |
| 7       | 18         | 16. Dezember 2022  | Klementine, Litfaßsäule & Co                  | Werbung mit Stars wie Klementine, sexistische Werbung mit Rollen-Klischees, Litfaßsäule, Tabakwerbung, Knibbelbilder und andere Sammelbilder wie Liebigbilder                                            |
| 7       | 19         | 16. Dezember 2022  | Hochrad, Tankwart & Co                        | Tankwart, Motorradgespann, CB-Funk, Hochrad, Duo |
| 8       | 20         | 12. Mai 2024       | Muckefuck, Eisbombe Co.                       | Muckefuck, Lebertran, Schildkrötensuppe, Sonntagsbraten, Eisbombe |
| 8       | 21         | 12. Mai 2024       | Seidenstrümpfe, Siegelring & Co.              | Aluminiumbesteck, Seidenstrümpfe, Siegelring, Gegenstände aus Elfenbein, Monokel |
| 8       | 22         | 26. Dezember 2024  | Telefonbuch, Fax & Co.                        | Telefonbuch, Cityruf, Telefonkarte, Rohrpost, Telefax |
| 8       | 23         | 26. Dezember 2024  | Dauerwelle, Buttons & Co.                     | Dauerwelle, DDR-Kosmetik, Buttons, Pomade, Bleiweiß, Radium und Arsen als Kosmetik |
| Best of | 1          | 10. September 2021 | Greatest Hits: Kassette, Teppichklopfer & Co. | Programmsprecher, Störungs-Tafel, Testbild / Sendeschluss, Fernschreiber, Musikkassette, Telegramm, Telefonzelle, Teppichklopfer                                                                         |
| Best of | 2          | 10. September 2021 | Greatest Hits: Intershop, Aerobic & Co.       | Aerobic, Paternosteraufzug, Videotext für alle, Super-8-Film, Intershop |